# Ion de Freitas
Ion de Freitas  (São Paulo, 1925 - São Paulo, 30 de Março de 2018) foi um engenheiro civil, professor e psicólogo brasileiro.
Foi graduado (1946) e doutor pela Escola Politécnica da USP (EPUSP), escola na qual lecionou (1960-1992) e posteriormente criou o curso de engenharia de transportes.
Sua trajetória profissional confunde-se com a construção das primeiras rodovias do Brasil, especialmente de São Paulo. Em 1947, recém-formado, foi contratado pelo Departamento de Estradas de Rodagem (DER). "Era uma época em que o emprego te procurava, e não o contrário", conta. "O estado inteiro tinha apenas 47 quilômetros de estradas pavimentadas." No final dos anos 1940, Ion foi responsável pelas obras de pavimentação da via Anhanguera.
No final  dos anos 1960, chefiou o grupo de trabalho encarregado de definir o  traçado da rodovia dos Imigrantes, construída em razão da saturação da capacidade de fluxo na via Anchieta.
Ocupou diversos cargos e funções na administração pública. Foi Secretário Municipal de Transportes de São Paulo (1971-1973).
Foi considerado o precursor da engenharia de tráfego no Brasil. Criou a Companhia de Engenharia de Tráfego da cidade de São Paulo e a Zona Azul, sistema de estacionamento nas vias públicas da cidade (mediante pagamento segundo o tempo de permanência). Iniciou a construção do Metrô de São Paulo. Concebeu o anel viário de São Paulo, cujo primeiro projeto coordenou, em 1963 – 35 anos antes do início das obras do Rodoanel Mário Covas.
Depois de se aposentar como engenheiro, graduou-se em Psicologia e obteve o título de mestre nessa área, em 2009, aos 84 anos de idade.
Faleceu dia 30 de Março de 2018, segundo comunicado interno da diretoria da Cia. de Engenharia de Tráfego.